# Claude Lecomte (directeur d'opéra)
 (août 2022).
Pour les articles homonymes, voir Claude Lecomte et Lecomte.
Claude Lecomte est un financier français du XVIIIe siècle qui a participé à la direction de l'Académie royale de musique, à deux reprises, entre 1730 et 1733. 
Avant de s'intéresser à l'Opéra, il était sous-fermier des aides de la généralité de Paris. Le 19 mai 1730, il s'associe avec Maximilien-Claude Gruer, Abraham Coussard et François Le Bœuf de Vaudahon au sein d'une société qui doit soutenir Gruer, qui a reçu le privilège de l'Opéra. 
Mais les relations entre associés se tendent très vite, et, le 18 octobre, Gruer décide de former une nouvelle association avec Mogniac et Hennes. Lecomte proteste et refuse de céder les droits qu'il a pris dans l'entreprise. Il finit toutefois par céder sous la pression du secrétaire d'État de la Maison du roi. 
Cependant, il cherche à dénigrer Gruer pour reprendre sa place. L'occasion est trouvée lorsque le directeur de l'Opéra est impliqué dans un scandale avec des chanteuses de l'Académie. 
Le roi se trouve contraint de retirer la gestion à Gruer et le privilège est finalement attribué le 18 août 1731 à Claude Lecomte, qui gère l'Opéra avec François Le Bœuf. 
Mais il est bientôt révélé que le fils de Claude Lecomte, à qui son père avait confié la charge de tenir la caisse, commet des irrégularités. Cette fois, c'est Lecomte qui est victime du scandale. Il ne se retire cependant pas tout de suite, Louis XV n'ayant pas agréé le comte de Saint-Gillet et le baron de Frentz, qui s'étaient portés candidats à la reprise. 
Finalement, la candidature d'Eugène de Thuret est acceptée le 22 mars 1733 et Lecomte doit se retirer.

## Source
Jean Gourret, Ces hommes qui ont fait l'Opéra, 1984, p. 44-46. 